# Episodi de Il carissimo Billy (quinta stagione)
La quinta stagione della serie televisiva Il carissimo Billy è stata trasmessa in anteprima negli Stati Uniti d'America dalla CBS tra il 30 settembre 1961 e il 30 giugno 1962.
| nº | Titolo originale         | Titolo italiano | Prima TV USA      | Prima TV Italia |
| -- | ------------------------ | --------------- | ----------------- | --------------- |
| 1  | Wally Goes Steady        |                 | 30 settembre 1961 |                 |
| 2  | No Time for Babysitters  |                 | 7 ottobre 1961    |                 |
| 3  | Wally's Car              |                 | 14 ottobre 1961   |                 |
| 4  | Beaver's Birthday        |                 | 21 ottobre 1961   |                 |
| 5  | Beaver's Cat Problem     |                 | 4 novembre 1961   |                 |
| 6  | Wally's Weekend Job      |                 | 11 novembre 1961  |                 |
| 7  | Beaver Takes a Drive     |                 | 18 novembre 1961  |                 |
| 8  | Wally's Big Date         |                 | 25 novembre 1961  |                 |
| 9  | Beaver's Ice Skates      |                 | 2 dicembre 1961   |                 |
| 10 | Weekend Invitation       |                 | 9 dicembre 1961   |                 |
| 11 | Beaver's English Test    |                 | 16 dicembre 1961  |                 |
| 12 | Wally's Chauffeur        |                 | 23 dicembre 1961  |                 |
| 13 | Beaver's First Date      |                 | 30 dicembre 1961  |                 |
| 14 | Ward's Golf Clubs        |                 | 6 gennaio 1962    |                 |
| 15 | Farewell to Penny        |                 | 13 gennaio 1962   |                 |
| 16 | Beaver, the Bunny        |                 | 20 gennaio 1962   |                 |
| 17 | Beaver's Electric Trains |                 | 27 gennaio 1962   |                 |
| 18 | Beaver's Long Night      |                 | 3 febbraio 1962   |                 |
| 19 | Beaver's Jacket          |                 | 10 febbraio 1962  |                 |
| 20 | Nobody Loves Me          |                 | 17 febbraio 1962  |                 |
| 21 | Beaver's Fear            |                 | 24 febbraio 1962  |                 |
| 22 | Three Boys and a Burro   |                 | 3 marzo 1962      |                 |
| 23 | Eddie Quits School       |                 | 10 marzo 1962     |                 |
| 24 | Wally Stays at Lumpy's   |                 | 17 marzo 1962     |                 |
| 25 | Beaver's Laundry         |                 | 24 marzo 1962     |                 |
| 26 | Lumpy's Car Trouble      |                 | 31 marzo 1962     |                 |
| 27 | Beaver the Babysitter    |                 | 7 aprile 1962     |                 |
| 28 | The Younger Brother      |                 | 14 aprile 1962    |                 |
| 29 | Beaver's Typewriter      |                 | 21 aprile 1962    |                 |
| 30 | The Merchant Marine      |                 | 28 aprile 1962    |                 |
| 31 | Brother vs. Brother      |                 | 5 maggio 1962     |                 |
| 32 | The Yard Birds           |                 | 12 maggio 1962    |                 |
| 33 | Tennis, Anyone           |                 | 19 maggio 1962    |                 |
| 34 | One of the Boys          |                 | 26 maggio 1962    |                 |
| 35 | Sweatshirt Monsters      |                 | 2 giugno 1962     |                 |
| 36 | A Night in the Woods     |                 | 9 giugno 1962     |                 |
| 37 | Long Distance Call       |                 | 16 giugno 1962    |                 |
| 38 | Stocks and Bonds         |                 | 23 giugno 1962    |                 |
| 39 | Un-Togetherness          |                 | 30 giugno 1962    |                 |